# Babacar Seck
Babacar Seck Sakho (12 de junio de 1998) es un deportista español de origen senegalés que compite en karate, en la modalidad de kumite.

## Trayectoria
Nació en Senegal, pero desde los once años vive en España, con residencia en Zaragoza.
Ganó una medalla de bronce en el Campeonato Mundial de Karate de 2018 y tres medallas en el Campeonato Europeo de Karate entre los años 2018 y 2023.
Consiguió una medalla de oro en los Juegos Mundiales de 2022, en la categoría de +84 kg. Ha obtenido seis podios en la Liga Premier de Karate, con una victoria en Matosinhos en 2022.

## Palmarés internacional
| Campeonato Mundial | Campeonato Mundial   | Campeonato Mundial | Campeonato Mundial |
| Año                | Lugar                | Medalla            | Prueba             |
| ------------------ | -------------------- | ------------------ | ------------------ |
| 2018               | Madrid (España)      | Medalla de bronce  | +84 kg             |
| Campeonato Europeo |                      |                    |                    |
| Año                | Lugar                | Medalla            | Prueba             |
| 2018               | Novi Sad (Serbia)    | Medalla de plata   | Equipo             |
| 2019               | Guadalajara (España) | Medalla de bronce  | Equipo             |
| 2023               | Guadalajara (España) | Medalla de bronce  | +84 kg             |